# Нин (фамилия)
Нин (Ning) — китайская фамилия (клан). Традиционное написание — 寧. Значение — "спокойный".
Нин (宁) — уезд в провинции Ганьсу (округ Цинйан), пункт на трассе Годао 211.

## Известные Нин 宁
- Нин Мэнхуа (род. 1973) — китайская гребчиха-байдарочница.
- Нин Цзин (род. 1972) — китайская актриса.
- Нин Хао (род. 1977) — китайский кинорежиссёр.
- Нин Ичжоу (род. 2002) — китайская певица, участница южнокорейской группы aespa

## Другое
- Через 宁 в китайском языке пишется "Ленин" - 列宁.
- Нинбо 宁波, город в провинции Чжэцзян.